# Nyckeln (företag)
Nyckeln var ett finans- och fastighetsbolag som kom i finansiella svårigheter i augusti 1990, och som ansågs vara del i startskottet för finanskrisen i Sverige 1990–1994.

## Bakgrund och 90-talskrisen
Nyckeln, som ägdes av bl.a. Anders Walls Beijer Capital, Munksjö, och Bonnierkoncernen, hade varit aggressiva i att erbjuda fastighetsfinansiering som en följd av kreditavregleringen. Detta skedde i en tid av kraftigt ökande fastighetspriser. När priserna inte längre gick upp – "bubblan brast" – förlorade bolaget en stor del av de pantsatta säkerheterna. En bidragande anledning till de uppdykande problemen var Iraks invasion av Kuwait i augusti 1990 som ledde till stigande räntor. Först ut bland låntagarna att meddela problem var Allhus i september 1990. 24 september 1990 ställde Nyckeln in betalningarna.
Nyckeln drog snabbt med sig de banker man lånat av i härvan, där de mest utsatta inte heller klarade sig igenom krisen, till exempel Götabanken. Bankerna med störst exponering mot bolaget var SEB och Sparbanken (senare Swedbank). Bankerna hade under perioden på grund av utlåningsbestämmelser inte kunnat ta egen pant vid fastighetsfinansiering. Istället rekommenderade man Nyckeln och Finans AB Gamlestaden vars aktiemajoritet ägdes av Erik Penser samtidigt som man finansierade certifikat och marknadsbevis i Nyckeln.
Den 3 oktober 1990 ställde Nyckeln in betalningarna och stängdes sedan av från börsen den 10 oktober. Skulderna visade sig uppgå till 3 miljarder kronor.
Bolaget avvecklades under organiserade former och lade bl.a. grunden för stora delar av Catellagruppen (IKANO/IKEA).